# Pangio malayana
Pangio malayana är en fiskart som först beskrevs av Tweedie, 1956.  Pangio malayana ingår i släktet Pangio och familjen nissögefiskar. Inga underarter finns listade i Catalogue of Life.